# Place Bir-Hakeim (Lyon)
Pour les articles homonymes, voir Place Bir-Hakeim.
La place Bir-Hakeim (anciennement place de la Buire) est une place du 3e arrondissement de la ville de Lyon, située le long de l'avenue Félix-Faure. Elle accueille une aire de jeu pour enfants sur 5 093 m2.

## Historique
Cette place porte le nom de « place de Château » jusqu'en 1904, puis « place de la Buire ». À l'est, les usines de La Buire étaient spécialisées dans les transports ferroviaires, wagons et locomotives, tramways, puis des moteurs électriques (Alsthom) avant d'être détruites dans les années 1980.
Le réaménagement du quartier consécutif à ces démolitions a occasionné une modification de la forme de la place, anciennement trapézoïdale, devenue arrondie sur sa partie sud.

## Origine du nom

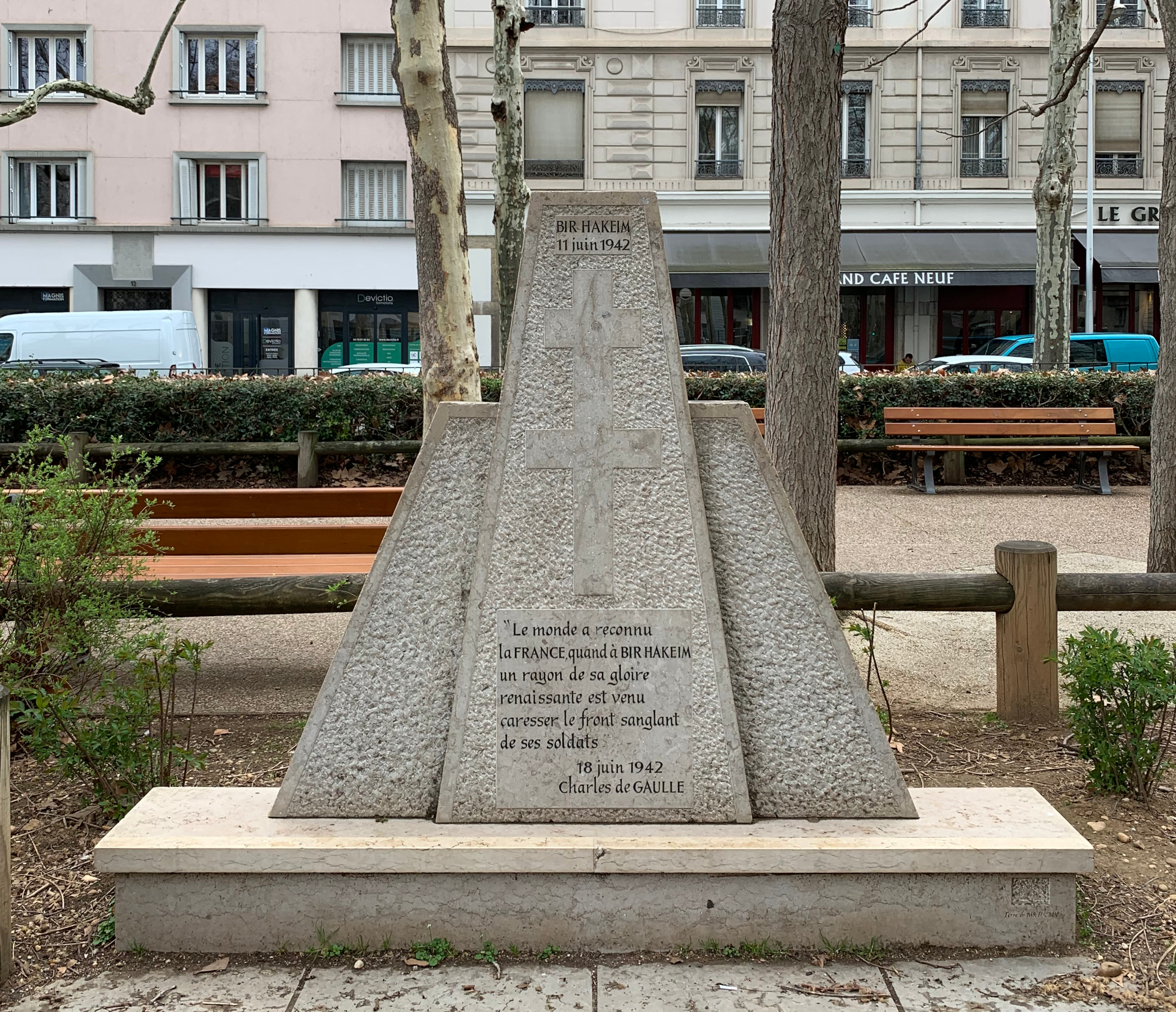
Stèle commémorative en honneur de la victoire sur Rommel.

Elle a été rebaptisée place Bir-Hakeim depuis 1954 pour commémorer la bataille du même nom en Libye en 1942 face aux troupes du Maréchal Rommel.
Une stèle a été déposée au moment de la reconstruction de la place dans les années 1980 :

« Le monde a reconnu la France, quand à Bir Hakeim un rayon de sa gloire renaissante est venu caresser le front sanglant de ses soldats
18 juin 1942 
 Charles de Gaulle »

## Localisation et accès
En plus de l'avenue Félix-Faure, les voies suivantes débouchent sur cette place : rue Rachais, rue Julien-Duvivier et rue Jules-Jusserand. La place est située proximité de la station de métro Garibaldi (ligne D) et dispose d'une station de vélos en libre service Vélo'v.